# Kashima Antlers
Kashima Antlers är ett fotbollslag från Kashima, Japan. De har tagit hem J. League åtta gånger, senast 2016. Laget spelar för närvarande (2020) i den högsta proffsligan J1 League.

## Titlar
- J-League:
  - Japanska mästare (8): 1996, 1998, 2000, 2001, 2007[1], 2008, 2009, 2016
- Emperors Cup (5):
  - 1997, 2000, 2007[1], 2010, 2016
- Yamazaki Nabisco Cup (6): 
  - 1997, 2000, 2002, 2011, 2012, 2015
- Japanska Supercupen (5):
  - 1997, 1998, 1999, 2009, 2010
- A3 Mazda Champions Cup:
  - 2003[1]

## Spelartrupp
Aktuell 23 april 2022
| Nr | Land      | Pos | Namn                 |
| -- | --------- | --- | -------------------- |
| 1  | Sydkorea  | MV  | Kwoun Sun-tae        |
| 2  | Japan     | F   | Koki Anzai           |
| 5  | Japan     | F   | Ikuma Sekigawa       |
| 6  | Japan     | MF  | Kento Misao (kapten) |
| 7  | Brasilien | MF  | Juan Alano           |
| 8  | Japan     | MF  | Shoma Doi            |
| 9  | Brasilien | A   | Everaldo             |
| 10 | Japan     | MF  | Ryotaro Araki        |
| 11 | Japan     | MF  | Ryuji Izumi          |
| 14 | Japan     | MF  | Yuta Higuchi         |
| 15 | Brasilien | F   | Bueno                |
| 16 | Japan     | F   | Itsuki Oda           |
| 17 | Brasilien | MF  | Arthur Caíke         |
| 18 | Japan     | A   | Ayase Ueda           |
| 19 | Japan     | A   | Itsuki Someno        |
| 20 | Sydkorea  | F   | Kim Min-tae          |

| Nr | Land      | Pos | Namn             |
| -- | --------- | --- | ---------------- |
| 21 | Brasilien | MF  | Diego Pituca     |
| 22 | Japan     | F   | Rikuto Hirose    |
| 23 | Japan     | F   | Naoki Hayashi    |
| 24 | Japan     | MF  | Yusuke Ogawa     |
| 27 | Japan     | MF  | Yuta Matsumura   |
| 28 | Japan     | F   | Shuhei Mizoguchi |
| 29 | Japan     | MV  | Tomoki Hayakawa  |
| 30 | Japan     | MF  | Shintaro Nago    |
| 31 | Japan     | MV  | Yuya Oki         |
| 32 | Japan     | F   | Keigo Tsunemoto  |
| 33 | Japan     | MF  | Hayato Nakama    |
| 34 | Japan     | MF  | Yu Funabashi     |
| 35 | Japan     | MF  | Ryotaro Nakamura |
| 38 | Japan     | MV  | Taiki Yamada     |
| 40 | Japan     | A   | Yuma Suzuki      |

## Tidigare spelare
| - Atsuto Uchida - Daiki Iwamasa - Atsushi Yanagisawa - Masahiko Inoha - Takuya Honda - Takayuki Suzuki - Koji Nakata - Mitsuo Ogasawara - Osamu Yamaji - Hiroshi Soejima - Nobuyo Fujishiro - Yoshiyuki Hasegawa - Hisashi Kurosaki - Yasuto Honda - Tadatoshi Masuda - Naoki Soma | - Go Oiwa - Tomoyuki Hirase - Daijiro Takakuwa - Akira Narahashi - Yutaka Akita - Ryuzo Morioka - Hitoshi Sogahata - Masashi Motoyama - Yuzo Tashiro - Takeshi Aoki - Kazuya Yamamura - Daigo Nishi - Chikashi Masuda - Shinzo Koroki - Mu Kanazaki | - Yuya Osako - Gaku Shibasaki - Gen Shoji - Ryota Nagaki - Zico - Leonardo Araújo - Jorginho - Bismarck Barreto Faria - Fábio Júnior Pereira - Carlos Mozer - Márcio Miranda Freitas Rocha da Silva - Ricardo Alexandre dos Santos - Mazinho Oliveira - Fábio Santos - Euller |